# Ситу
Ситу́ (фр. Citou) — коммуна во Франции, находится в регионе Лангедок — Руссильон. Департамент коммуны — Од. Входит в состав кантона Пейрьяк-Минервуа. Округ коммуны — Каркасон.
Код INSEE коммуны — 11092.

## Население
Население коммуны на 2008 год составляло 83 человека.
| 1962 | 1968 | 1975 | 1982 | 1990 | 1999 | 2008 |
| ---- | ---- | ---- | ---- | ---- | ---- | ---- |
| 130  | 137  | 120  | 110  | 90   | 96   | 83   |

## Экономика

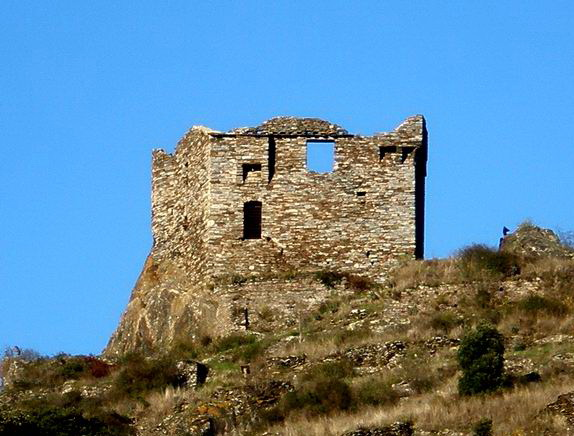
Руины замка Ситу

В 2007 году среди 40 человек в трудоспособном возрасте (15—64 лет) 24 были экономически активными, 16 — неактивными (показатель активности — 60,0 %, в 1999 году было 64,9 %). Из 24 активных работали 22 человека (11 мужчин и 11 женщин), безработных было 2 (1 мужчина и 1 женщина). Среди 16 неактивных 2 человека были учениками или студентами, 9 — пенсионерами, 5 были неактивными по другим причинам.